# Halte du sanatorium-maritime-de-Zuydcoote
Halte du sanatorium-maritime-de-Zuydcoote vasútállomás Franciaországban, Zuydcoote településen.

## Vasútvonalak
Az állomást az alábbi vasútvonalak érintik:
- Dunkerque-Locale–Bray-Dunes-vasútvonal

## Kapcsolódó állomások
A vasútállomáshoz az alábbi állomások vannak a legközelebb: